# 大茅埔 (新竹縣)
大茅埔，是臺灣新竹縣新埔鎮的一個傳統地域名稱，位於該鎮東部偏南。相較於今日行政區，其範圍大致與巨埔里相近。

## 歷史
台灣清治末期至日治初期，大茅埔地區為一街庄，稱為「大茅埔庄」，隸屬於竹北二堡。該庄西及北隔霄裡溪與四座屋庄、大坪庄、照門庄、鹿鳴坑庄、打鐵坑庄為鄰，東邊及南邊東大半段為大旱坑庄，南邊西段為老焿藔庄、五份埔庄。
1901年（日治明治三十四年）11月，全台廢縣廳改設二十廳，該庄隸屬於新竹廳。1909年（明治四十二年）10月，合併二十廳為十二廳，該庄隸屬不變。1920年（大正九年），廢十二廳改設五州二廳，該庄改制為「大茅埔」大字，隸屬於新竹州新竹郡新埔庄，大字下有「大茅埔」、「小茅埔」小字名。1941年，新埔庄升格為新埔街。
戰後新埔街改制為新埔鎮，隸屬於新竹縣，大字亦改制為里。1950年桃、竹、苗分治，新埔鎮隸屬不變。

## 交通
縣道115號（楊新路二段～一段）是觀音至芎林的道路，大致以縱向轉橫向經過大茅埔地區西北端，向北轉東北可前往楊梅、新屋、觀音等地，向西轉西南可前往新埔市區、芎林等地。
鄉道竹20線（新龍路）是小茅埔至南坑的道路，也是本地區主要的橫向連絡道路，其西側端點位於本地區西部縣道115號路口，由此向東經小茅埔聚落、大茅埔聚落，可前關西大旱坑地區東北端南坑並止於新竹縣、桃園市邊界，續行即為市道桃20線，可前往龍潭區的三洽水、四方林等地，並止於凌雲國中前的省道台3線路口。